# Васин торт
Васин торт (серб. Васина торта) — торт сербской кухни. Состоит из коржа из грецких орехов и яиц с апельсиновым соком, что придаёт ему освежающий вкус; затем слой из грецких орехов, иногда шоколада, и молока; и, наконец, взбитые яичные белки. Взбитые яичные белки требуют навыка, поэтому они редко встречаются в рецептах сербской кухни, что усложняет приготовление этого пирога и придает рецепту изысканный характер. Сочетание классического вкуса грецкого ореха с освежающим вкусом апельсинового сока и богатой текстурой яичного белка придает этому пирогу уникальный вкус, не имеющий аналогов в сербской кухне.
Согласно легенде, Васин торт был придуман в Парачине в начале XX века и назван в честь Васы Чокрляна (Васи Чокрљан), торговца из Парачина. У его жены Елены была сложная беременность, ей угрожала смерть. Васа отвёз её в Вену и нашёл лучших врачей, которым удалось спасти и Елену, и ребёнка. Благодарная свекровь создала изысканный торт в честь зятя.